# Dlhoňa
Dlhoňa é um município da Eslováquia, situado no distrito de Svidník, na região de Prešov. Tem 8,85 km² de área e sua população em 2018 foi estimada em 92 habitantes.

## Demografia
| Ano:        | 1994 | 2004   | 2014   | 2024    |
| ----------- | ---- | ------ | ------ | ------- |
| Broj ljudi: | 68   | 69     | 75     | 92      |
| Razlika:    |      | +1,47% | +8,69% | +22,66% |

| Ano:               | 2023 | 2024   |
| ------------------ | ---- | ------ |
| Número de pessoas: | 89   | 92     |
| Diferença:         |      | +3,37% |